# Vila Nova de Foz Côa

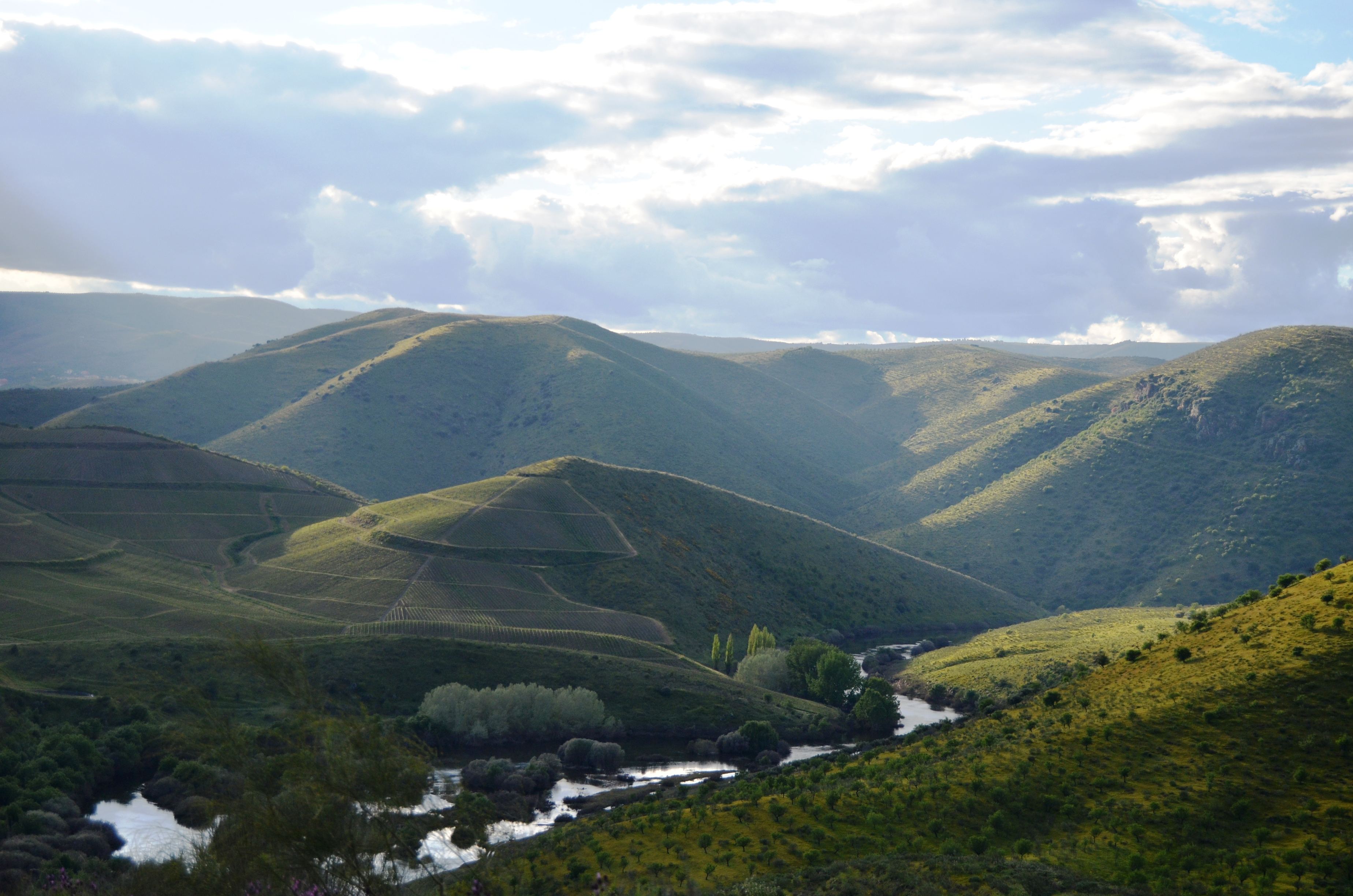
Paisagem do Vale do Côa

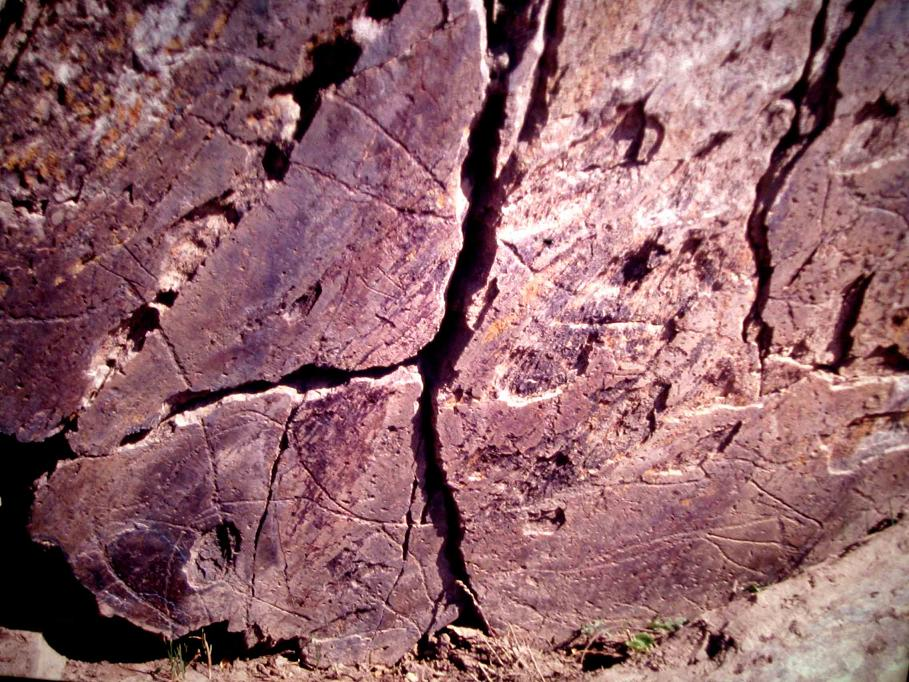
Gravuras rupestres — Penascosa, Vila Nova de Foz Côa

Vila Nova de Foz Côa é uma cidade portuguesa localizada na sub-região do Douro, pertencendo à região do Norte e ao distrito da Guarda. Tem uma área urbana de 90,17 km2, 3 101 habitantes em 2021 e uma densidade populacional de 35 hab./km2. 

É sede do município de Vila Nova de Foz Côa, tendo uma área total de 398,15 km2, 6 304 habitantes em 2021 e uma densidade populacional de 16 habitantes por km2, subdividido em 14 freguesias. O município é limitado a norte pelos municípios de Carrazeda de Ansiães e Torre de Moncorvo, a nordeste por Freixo de Espada à Cinta, a sudeste por Figueira de Castelo Rodrigo e Pinhel, a sul por Mêda e a oeste por Penedono e São João da Pesqueira.

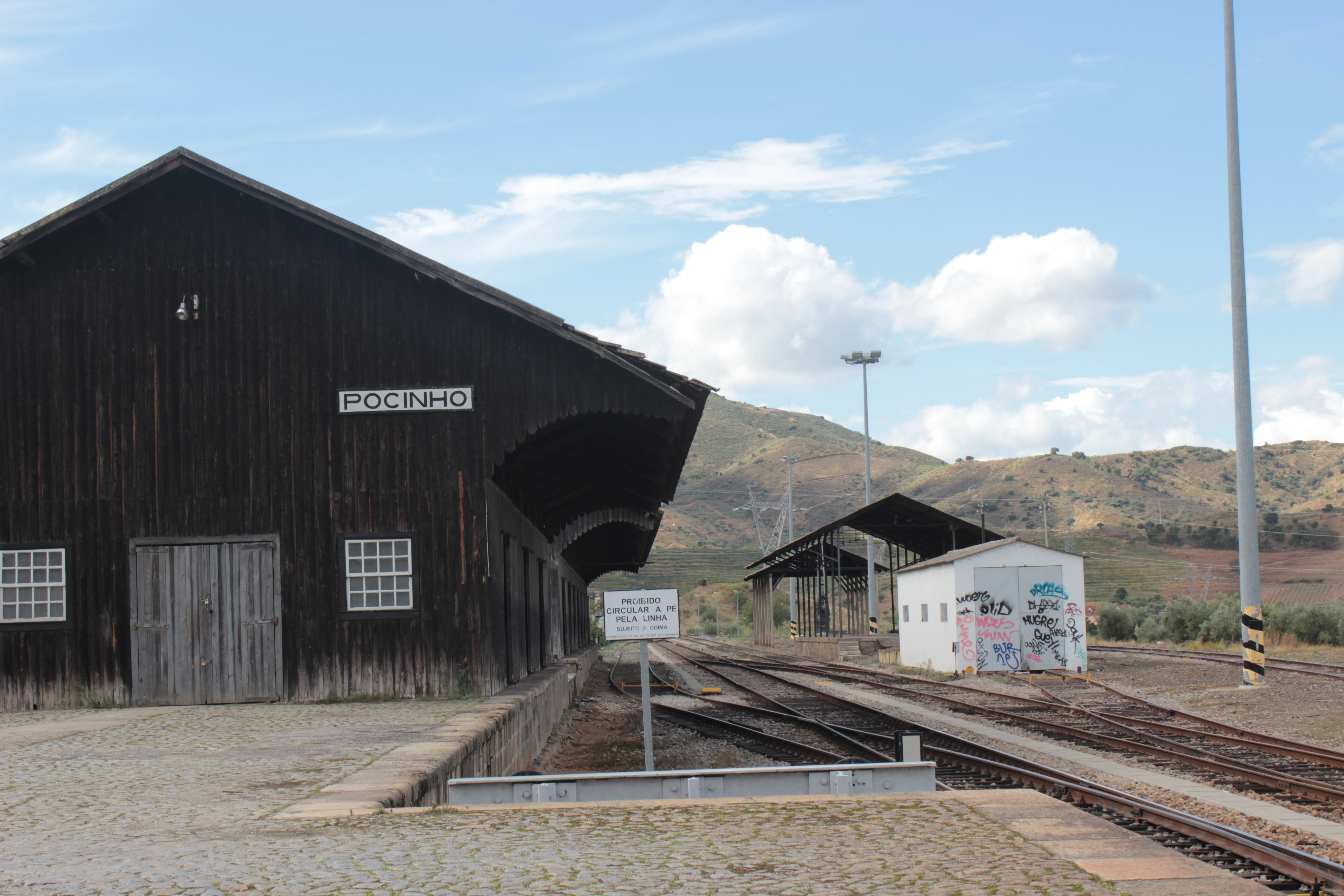
Estação ferroviária do Pocinho

## História
Vila Nova de Foz Côa recebeu o seu primeiro foral em 1299, concedido por D. Dinis, tendo sido renovado pelo mesmo monarca em 1314. Em 1514, foi concebido um novo foral por D. Manuel I. No concelho destacam-se vários monumentos, entre os quais estes três monumentos nacionais: o castelo de Numão, o Pelourinho de Vila Nova de Foz Côa e a Igreja Matriz da mesma vila, com uma fachada manuelina. Um outro monumento importante no concelho é o castelo de xisto de Castelo Melhor, de construção leonesa que remonta aos inícios do século XIII, integrado na região de Riba Côa, o qual passou para as mãos da coroa portuguesa em 1297 pelo Tratado de Alcanizes.
Nas suas raízes, Vila Nova de Foz Côa encontra o homem paleolítico que, com modestos artefactos, vincou na dureza do xisto ambições e projetos do seu universo espiritual e material, fazendo deste santuário o maior museu de arte rupestre ao ar livre, hoje Património da Humanidade.
Os vestígios da ocupação humana, mais ou menos intensa, prolongam-se pelos tempos castrejos e romanos. Os escassos testemunhos do período suevo-visigótico e árabe garantem, contudo, a continuidade dos núcleos populacionais. Contrariando as vicissitudes próprias das terras fronteiriças nestas paragens, a vida comunitária revelou-se regular e contínua, a partir do século X.
O interesse régio e senhorial, no sentido de promover o povoamento e desenvolvimento desta região, foi confirmado através da concessão de cartas de foral aos habitantes das povoações, conferindo-lhes importância jurídico-administrativa. No século XIX, apesar de ter sido cenário de desordens, de perseguições e lutas fraticidas (a guerrilha dos Marçais espalhou o terror na região) que acompanharam a implementação do liberalismo, a vila de Foz Côa assumiu a liderança do concelho, após vários condicionalismos que justificaram a substituição ou absorção de algumas sedes concelhias, nomeadamente as múltiplas reformas administrativas oitocentistas. Não obstante, os oito pelourinhos que resistem desde então, na área do atual concelho, testemunham a autonomia municipal e são o símbolo da ancestral vida comunitária na Região.
No termo da freguesia de Mós do Douro encontrámos vestígios de ocupação milenar nos lugares de Campanas e Castelo Velho. Tratar-se-ão de pequenos povoados fortificados da Idade do Bronze, a avaliar pelas notícias de achados que chegaram até nós.
Ao contrário do que se passa no Noroeste Peninsular, na região da terra quente do Douro a civilização castreja assentou arraiais não no cimo dos montes mas antes em planaltos ou pequenas elevações encaixadas em vales. Daí que no I milénio antes de Cristo os homens do ferro se tivessem fixado na zona do Castelo, lugar esse depois Romanizado e constituído por um pequeno vico, isto a avaliar pela área em que predominam os vestígios de materiais daquele período. Sepulturas e uma inscrição funerária (fechando com as comuns siglas S.T.T.L. — que a terra te seja leve), entre outros materiais, atestam essa ocupação.
Outros lugares do termo de Mós devem ter tido ocupação (quer no período de ocupação Romana, quer na Baixa ou Alta Idade Média) casos da Aldeia Velha, lugar das Fontaínhas (muitas vezes citadas como Fontanas).
Em 1380, o concelho de Numão reuniu para nomear o seu procurador às cortes de Torres Novas. Segundo a procuração, coube essa incumbência a João Eanes, da aldeia das Mós. No mesmo documento assina ainda, como testemunha, Gonçalo Martins, também das Mós.
Tinha a freguesia no século XVI um núcleo populacional de certa importância, 52 moradores segundo o censo de 1527, que pagavam à sua abadia uma renda de 20 000 réis no segundo quartel do século. Ainda no campo dos rendimentos eclesiásticos, sabe-se que o Bispo cobrava aqui a taxa de 2 000 réis por direitos de confirmação dos párocos.
Em meados do século XVI, a igreja das Mós era dos Condes de Marialva, a quem pertencia o direito de nomear os párocos. Posteriormente, uma bula de 14 de março de 1583, permitiu a transferência da sua posse para a Universidade de Coimbra, ficando as suas rendas a reverter para os cofres universitários. Recorde-se que na época era comum as universidades possuírem os seus próprios rendimentos, o que lhes permitia serem autónomas financeiramente. A ligação à Universidade coimbrã ainda hoje é visível em numerosas epígrafes a indicarem os limites das propriedades universitárias.
Em termos monumentais é o século XVIII que se evidencia, sendo datados desse período a denominada Casa do Campos ou Campinhos e a Igreja Matriz. Nesta época, as Mós possuíam já uma população de 317 habitantes.
A transição do paganismo para o cristianismo deve ter sido feita sem grandes choques já que até ao século XVIII ali se manteve, no mesmo local (Castelo) a Igreja Matriz (hoje cemitério). Nos finais desse século, atendendo ao crescimento da população e expansão da área urbana para poente, a Igreja foi transferida para o Largo do Terreiro.
Como todas as povoações de entre Douro e Côa deve ter recolhido famílias judaicas. Uma inscrição característica de «voto de cristão-novo» encima uma das portas de uma casa na Rua do Castelo.
No século XVIII uma família enobrecida marcou certamente a economia da aldeia, florescendo graças ao aproveitamento do Sumagre, da cultura da vinha, azeite e amêndoa. Já em 24 de março de 1758 o Abade de Mós, respondendo ao inquérito mandado elaborar pelo marquês de Pombal, em todo o reino, respondia assim: "Os frutos desta terra que os moradores recolhem com maior abundância são azeite, pão de trigo, centeio, cevada, lentilhas, sumagre, vinho, amêndoas, cebolo; o pão e o vinho é o melhor."
Desses tempos chegou até nós uma casa apalaçada, com brasão, conhecido por Solar dos Assecas. Pertenceu ao primeiro Barão de Foz Côa, Francisco António Campos e foi posteriormente adquirida pela família Gaspar.
Teve a freguesia de Mós do Douro, no seu historial, homens ligados às correntes progressistas. Em pleno desabrochar do Liberalismo, alguém, muito convicto dos valores da revolução, mandou gravar por cima da porta de sua casa as palavras «Et Pluribus Unum» — 1820 (um por todos e todos por um) frase essa que se adapta bem ao lema das revoluções de então, cunhadas com a trilogia da libertação assente na Liberdade — Igualdade — Fraternidade.
As Mós sofreram nos princípios do século XIX a entrada das tropas napoleónicas, após estas terem ocupado Freixo de Numão em 26 de Janeiro de 1811. A população impossibilitada de resistir abandonou a povoação refugiando-se nos montes próximos do Janvâo, com exceção do pároco P. António de Almeida. As lutas fratricidas entre liberais e absolutistas não pouparam também as Mós, que viu morrer nas operações do cerco do Porto o soldado Bernardo António Rolo e mais tarde José Polido, assassinado pelos partidários dos Marçais.
O crescimento populacional verificado entre os séculos XIX e XX deve-se, certamente, à linha férrea do Douro, à construção da estação de Freixo e à grande ocupação que foi dada, aos moradores de Mós, pelos Caminhos de Ferro Portugueses.
Esta Paróquia (no dizer do padre Manuel Gonçalves da Costa — obra "Diocese de Lamego") nunca constituiu centro nem cível nem eclesiasticamente independente, mantendo-se sempre anexa a Freixo de Numão, embora de princípio o pároco usufruísse de passais próprios com obrigação de missas, e fosse apresentado pelo povo. Como sucedeu com Freixo, as suas rendas foram aplicadas à Universidade de Coimbra a 14 de março de 1538.
Em meados do século XVIII tinha três ermidas (sendo todas do povo e nenhuma particular): a de Santa Bárbara, num cabeço defronte do povo e à distância de um tiro de mosquete; uma no meio do povo, que é da Senhora da Graça, que era onde estava o Santíssimo; outra no fundo do povo, que é de Santo António.
Toda a margem do Douro, em pleno termo de Mós, foi palco de grande azáfama no tempo da ocupação romana, isto porque as areias continham muito ouro. Era a corrida à extração do «ouro de aluvião»! No entanto, em 1758, no inquérito atrás citado, terminava o abade de Mós com a seguinte descrição: "Achei que haverá 30 a 40 anos chegaram uns homens estranhos com instrumentos de escudelas e que tomavam areias do rio e que depois as purificavam e que as botavam em taleigas e que diziam que era oiro o que levavam!" Hoje, com o rio parado pelas albufeiras das barragens, ninguém mais se atreverá a purificar as areias em busca do oiro!
Em 1854 deixa de pertencer ao concelho de Freixo de Numão e integra concelho de Vila Nova de Foz Côa.
Para mais pormenores sobre a história desta terra e destas gentes laboriosas, nada melhor que remetermos os nossos leitores para a Monografia elaborada por Dr. Joaquim Castelinho.
Elevada à categoria de cidade em 12 de Julho de 1997, visitar Vila Nova de Foz Côa é redescobrir a história, é acompanhar o processo milenar que desvenda o património artístico e cultural em complementaridade com a rusticidade e a beleza paisagística que a região encerra e que merece a sua fruição.

## População
| Número de habitantes | Número de habitantes | Número de habitantes | Número de habitantes | Número de habitantes | Número de habitantes | Número de habitantes | Número de habitantes | Número de habitantes | Número de habitantes | Número de habitantes | Número de habitantes | Número de habitantes | Número de habitantes | Número de habitantes | Número de habitantes | Número de habitantes |
| -------------------- | -------------------- | -------------------- | -------------------- | -------------------- | -------------------- | -------------------- | -------------------- | -------------------- | -------------------- | -------------------- | -------------------- | -------------------- | -------------------- | -------------------- | -------------------- | -------------------- |
|                      | 1864                 | 1878                 | 1890                 | 1900                 | 1911                 | 1920                 | 1930                 | 1940                 | 1950                 | 1960                 | 1970                 | 1981                 | 1991                 | 2001                 | 2011                 | 2021                 |
| Global **            | 11 613               | 12 159               | 13 051               | 13 939               | 14 355               | 13 254               | 14 404               | 16 252               | 17 116               | 16 209               | 9 375                | 11 251               | 8 885                | 8 494                | 7 312                | 6 304                |
| 0–14 Anos            |                      |                      |                      | 5 001                | 5 270                | 4 596                | 4 751                | 5 479                | 5 469                | 4 861                | 2 315                | 2 576                | 1 509                | 1 067                | 792                  | 555                  |
| 15–24 Anos ***       |                      |                      |                      | 2 536                | 2 505                | 2 421                | 2 841                | 2 782                | 2 974                | 2 659                | 1 325                | 1 800                | 1 205                | 1 029                | 676                  | 502                  |
| 25–64 Anos ***       |                      |                      |                      | 5 744                | 5 959                | 5 477                | 6 039                | 6 959                | 7 312                | 7 279                | 4 100                | 4 812                | 4 115                | 4 085                | 3 568                | 2 986                |
| = ou > 65 Anos ***   |                      |                      |                      | 598                  | 753                  | 669                  | 815                  | 1 021                | 1 214                | 1 410                | 1 635                | 2 063                | 2 056                | 2 313                | 2 276                | 2 261                |

** População residente; *** População presente (1900–1950)

## Freguesias

Freguesias de Vila Nova de Foz Côa

O município de Vila Nova de Foz Côa está dividido em 14 freguesias:
| - Almendra - Castelo Melhor - Cedovim - Chãs - Custóias - Freixo de Numão - Horta | - Muxagata - Numão - Santa Comba - Sebadelhe - Seixas - Touça - Vila Nova de Foz Côa |

#### Freguesias Anexadas
- Mós, por Vila Nova de Foz Côa
- Murça, por Freixo de Numão
- Santo Amaro, por Vila Nova de Foz Côa

#### Aldeias Anexas
- Arnozelo, Numão
- Cortes da Veiga, Vila Nova de Foz Côa
- Orgal, Castelo Melhor
- Pocinho, Vila Nova de Foz Côa
- Sequeira, Horta
- Tomadias, Santa Comba

## Política

### Eleições autárquicas[7]

#### Câmara Municipal
| Data | %       | V       | %     | V     | %      | V      | %            | V            | %              | V      | %    | V   | %              | V      | %              | V  | Participação |                |
| Data | PPD/PSD | PPD/PSD | PS    | PS    | CDS–PP | CDS–PP | FEPU/APU/CDU | FEPU/APU/CDU | AD             | AD     | PPM  | PPM | L              | L      | NC             | NC | Participação |                |
| ---- | ------- | ------- | ----- | ----- | ------ | ------ | ------------ | ------------ | -------------- | ------ | ---- | --- | -------------- | ------ | -------------- | -- | ------------ | -------------- |
| Data | 1976    | 41,97   | 3     | 25,63 | 1      | 21,56  | 1            | 5,43         | —              |        |      |     |                |        |                |    |              | 59,53 / 100,00 |
| 1979 | AD      | AD      | 32,63 | 2     | AD     | AD     | 2,08         | —            | 61,80          | 3      | AD   | AD  | 70,16 / 100,00 |        |                |    |              |                |
| 1982 | 37,17   | 2       | 24,85 | 2     | 22,40  | 1      | 9,58         | —            |                |        |      |     | 71,67 / 100,00 |        |                |    |              |                |
| 1985 | 43,61   | 3       | 22,87 | 1     | 24,52  | 1      | 4,29         | —            | 64,85 / 100,00 |        |      |     |                |        |                |    |              |                |
| 1989 | 52,21   | 3       | 33,60 | 2     | 6,29   | —      | 3,06         | —            | 67,49 / 100,00 |        |      |     |                |        |                |    |              |                |
| 1993 | 50,93   | 3       | 36,31 | 2     | 7,41   | —      | 1,29         | —            | 68,68 / 100,00 |        |      |     |                |        |                |    |              |                |
| 1997 | 50,21   | 3       | 41,63 | 2     | 2,10   | —      | 2,05         | —            | 68,10 / 100,00 |        |      |     |                |        |                |    |              |                |
| 2001 | 48,21   | 3       | 45,34 | 2     | 1,64   | —      | 1,00         | —            | 70,62 / 100,00 |        |      |     |                |        |                |    |              |                |
| 2005 | 47,27   | 2       | 47,74 | 3     |        |        | 1,43         | —            | 71,32 / 100,00 |        |      |     |                |        |                |    |              |                |
| 2009 | 48,53   | 3       | 46,32 | 2     | 1,13   | —      | 1,39         | —            | 68,69 / 100,00 |        |      |     |                |        |                |    |              |                |
| 2013 | 53,06   | 3       | 40,14 | 2     |        |        | 1,86         | —            | 62,84 / 100,00 |        |      |     |                |        |                |    |              |                |
| 2017 | 50,46   | 3       | 29,02 | 2     | 11,86  | —      | 1,01         | —            | CDS–PP         | CDS–PP | 3,45 | —   | CDS–PP         | CDS–PP | 63,19 / 100,00 |    |              |                |
| 2021 | 51,30   | 3       | 38,56 | 2     |        |        | 1,73         | —            |                |        |      |     | 4,33           | -      | 62,90 / 100,00 |    |              |                |

#### Assembleia Municipal
| Data | %       | V       | %     | V     | %      | V      | %              | V            | %              | V      | %    | V   | %              | V      | %              | V  | Participação |                |
| Data | PPD/PSD | PPD/PSD | PS    | PS    | CDS–PP | CDS–PP | FEPU/APU/CDU   | FEPU/APU/CDU | AD             | AD     | PPM  | PPM | L              | L      | NC             | NC | Participação |                |
| ---- | ------- | ------- | ----- | ----- | ------ | ------ | -------------- | ------------ | -------------- | ------ | ---- | --- | -------------- | ------ | -------------- | -- | ------------ | -------------- |
| Data | 1976    | 37,35   | 7     | 24,65 | 5      | 25,60  | 5              | 5,98         | 1              |        |      |     |                |        |                |    |              | 59,55 / 100,00 |
| 1979 | AD      | AD      | 29,27 | 7     | AD     | AD     | 4,21           | 1            | 62,36          | 17     | AD   | AD  | 70,11 / 100,00 |        |                |    |              |                |
| 1982 | 36,44   | 10      | 24,47 | 7     | 23,06  | 6      | 9,40           | 2            |                |        |      |     | 71,67 / 100,00 |        |                |    |              |                |
| 1985 | 43,87   | 9       | 20,76 | 4     | 23,82  | 4      | 5,96           | 1            | 63,87 / 100,00 |        |      |     |                |        |                |    |              |                |
| 1989 | 51,82   | 11      | 32,38 | 6     | 6,69   | 1      | 3,68           | —            | 67,49 / 100,00 |        |      |     |                |        |                |    |              |                |
| 1993 | 49,41   | 10      | 36,07 | 7     | 7,82   | 1      | 2,10           | —            | 68,68 / 100,00 |        |      |     |                |        |                |    |              |                |
| 1997 | 47,37   | 10      | 41,94 | 8     | 3,32   | —      | 3,06           | —            | 68,10 / 100,00 |        |      |     |                |        |                |    |              |                |
| 2001 | 47,49   | 9       | 44,86 | 9     | 1,62   | —      | 1,60           | —            | 70,28 / 100,00 |        |      |     |                |        |                |    |              |                |
| 2005 | 45,12   | 9       | 48,22 | 9     |        |        | 2,51           | —            | 71,32 / 100,00 |        |      |     |                |        |                |    |              |                |
| 2009 | 48,93   | 9       | 45,94 | 9     | 2,44   | —      | 68,57 / 100,00 |              |                |        |      |     |                |        |                |    |              |                |
| 2013 | 48,03   | 8       | 40,33 | 7     | 3,76   | —      | 1,86           | —            | 62,84 / 100,00 |        |      |     |                |        |                |    |              |                |
| 2017 | 46,24   | 8       | 31,06 | 5     | 11,00  | 2      | 3,53           | —            | CDS–PP         | CDS–PP | 3,61 | —   | CDS–PP         | CDS–PP | 63,18 / 100,00 |    |              |                |
| 2021 | 52,75   | 9       | 36,64 | 6     |        |        | 2,20           | —            |                |        |      |     | 3,97           | -      | 62,88 / 100,00 |    |              |                |

#### Juntas de Freguesia
| Data | Almendra | Almendra | C. Melhor | C. Melhor | Cedovim              | Cedovim              | Chãs | Chãs | Custóias                       | Custóias                       | F. Numão | F. Numão | Horta                          | Horta                          | Mós | Mós | Murça                          | Murça                          | Muxagata             | Muxagata | Numão | Numão | S. Comba | S. Comba | S. Amaro                       | Sebadelhe | Sebadelhe | Seixas | Seixas | Touça | Touça | VN. Foz Côa | VN. Foz Côa |
| ---- | -------- | -------- | --------- | --------- | -------------------- | -------------------- | ---- | ---- | ------------------------------ | ------------------------------ | -------- | -------- | ------------------------------ | ------------------------------ | --- | --- | ------------------------------ | ------------------------------ | -------------------- | -------- | ----- | ----- | -------- | -------- | ------------------------------ | --------- | --------- | ------ | ------ | ----- | ----- | ----------- | ----------- |
| 1976 |          | PSD      |           | PS        |                      | CDS                  |      | PSD  | Plenário de cidadãos eleitores | Plenário de cidadãos eleitores |          | PSD      | Plenário de cidadãos eleitores | Plenário de cidadãos eleitores |     | PSD | Plenário de cidadãos eleitores | Plenário de cidadãos eleitores |                      | PS       |       | CDS   |          | PSD      | Plenário de cidadãos eleitores |           | PSD       |        | PSD    |       | GCE   |             | N/A         |
| 1979 |          | AD       |           | PS        | AD                   |                      | AD   |      | AD                             |                                | AD       |          | AD                             |                                | AD  |     | Plenário de cidadãos eleitores | Plenário de cidadãos eleitores | AD                   | PS       |       | AD    |          | AD       | Plenário de cidadãos eleitores |           | AD        |        | AD     |       | AD    |             |             |
| 1982 |          | PSD      |           | PS        | CDS                  |                      | PSD  |      | CDS                            |                                | PSD      |          | CDS                            |                                | CDS |     | Plenário de cidadãos eleitores | Plenário de cidadãos eleitores | CDS                  | PS       |       | PSD   |          | APU      | Plenário de cidadãos eleitores |           | PSD       |        | CDS    |       | PSD   |             |             |
| 1985 |          | CDS      |           | APU       | CDS                  |                      | PSD  | PSD  | CDS                            |                                | PSD      | PSD      |                                | PRD                            |     | PSD | Plenário de cidadãos eleitores | Plenário de cidadãos eleitores | CDS                  | PS       |       | PSD   |          |          | Plenário de cidadãos eleitores |           | PSD       |        |        |       | PSD   |             |             |
| 1989 |          | CDS      | PS        |           | PSD                  |                      | PSD  | PSD  |                                | PSD                            |          | PSD      | GCE                            |                                | PS  | PSD |                                | PSD                            |                      | PS       | GCE   | PSD   |          | PS       | Plenário de cidadãos eleitores |           |           |        |        |       | PSD   |             |             |
| 1993 |          | PSD      |           | PSD       | PSD                  |                      | PSD  | PS   |                                | PSD                            |          | PSD      | PS                             |                                | PS  | PSD | PSD                            | PSD                            |                      | PS       | PSD   | PSD   |          |          | Plenário de cidadãos eleitores |           |           |        |        |       | PSD   |             |             |
| 1997 |          | PS       |           | PS        | PSD                  |                      | PSD  | PS   | PSD                            | PSD                            |          | N/A      |                                | PSD                            |     | PS  | PSD                            |                                | PS                   | PS       | PSD   |       | PS       |          | Plenário de cidadãos eleitores |           |           |        |        |       | PSD   |             |             |
| 2001 |          | GCE      |           | PS        | PSD                  | PS                   | PSD  | PS   | PSD                            | PSD                            |          | PS       |                                | PSD                            |     | PSD | PSD                            |                                | PS                   |          | PSD   |       | PS       |          | Plenário de cidadãos eleitores |           |           |        |        |       | PSD   |             |             |
| 2005 |          | PSD      |           | PS        | PSD                  | PS                   | PSD  | PSD  |                                | PS                             |          | PS       | PS                             | PSD                            |     | PS  |                                | PS                             | PS                   |          | PS    |       | PSD      |          | Plenário de cidadãos eleitores |           |           |        |        |       | PSD   |             |             |
| 2009 |          | PSD      | PSD       |           | PSD                  | PS                   | PS   | PSD  | Plenário de cidadãos eleitores | Plenário de cidadãos eleitores |          |          | PS                             | PSD                            |     | PS  |                                | PS                             | PS                   |          | PS    |       | PSD      |          | Plenário de cidadãos eleitores |           |           |        |        |       | PSD   |             |             |
| 2013 |          | PSD      | PSD       | PS        | Vila Nova de Foz Côa | Vila Nova de Foz Côa | PS   | PSD  | Freixo de Numão                | Freixo de Numão                |          | PS       | PS                             |                                | PSD |     | PSD                            | PS                             | Vila Nova de Foz Côa |          | PS    |       | PSD      |          |                                |           |           |        |        |       | PSD   |             |             |
| 2017 |          | PSD      | PSD       | PS        | Vila Nova de Foz Côa | Vila Nova de Foz Côa | PS   | PSD  | Freixo de Numão                | Freixo de Numão                | GCE      |          | PS                             | PSD                            | PSD |     | PSD                            | PS                             | Vila Nova de Foz Côa |          | PS    |       | PSD      |          |                                |           |           |        |        |       | PSD   |             |             |
| 2021 |          | PSD      | PSD       | PS        | Vila Nova de Foz Côa | Vila Nova de Foz Côa | GCE  | PSD  | Freixo de Numão                | Freixo de Numão                | GCE      |          | PS                             | PSD                            | PSD | GCE | PSD                            | PS                             | Vila Nova de Foz Côa |          | PS    |       |          |          |                                |           |           |        |        |       | PSD   |             |             |

### Eleições legislativas
| Data | %       | %       | %     | %     | %     | %     | %       | %     | %    | %     | %    | %   | %       | % | %  | %  |  |
| Data | CDS     | PSD     | PS    | PCP   | UDP   | AD    | APU/CDU | FRS   | PRD  | PSN   | B.E. | PAN | PSD CDS | L | CH | IL |  |
| ---- | ------- | ------- | ----- | ----- | ----- | ----- | ------- | ----- | ---- | ----- | ---- | --- | ------- | - | -- | -- |  |
| Data | 1976    | 33,19   | 27,79 | 18,97 | 4,15  | 1,44  |         |       |      |       |      |     |         |   |    |    |  |
| 1979 | AD      | AD      | 19,09 | APU   | 0,68  | 66,45 | 6,43    |       |      |       |      |     |         |   |    |    |  |
| 1980 | AD      | AD      | FRS   | APU   | 0,65  | 66,10 | 6,14    | 20,48 |      |       |      |     |         |   |    |    |  |
| 1983 | 22,18   | 39,53   | 26,08 | APU   | 0,40  |       | 5,42    |       |      |       |      |     |         |   |    |    |  |
| 1985 | 18,60   | 39,89   | 20,81 | APU   | 0,85  | 5,65  | 6,64    |       |      |       |      |     |         |   |    |    |  |
| 1987 | 6,24    | 64,07   | 19,01 | CDU   | 0,24  | 3,29  | 1,27    |       |      |       |      |     |         |   |    |    |  |
| 1991 | 4,83    | 61,98   | 25,42 | CDU   |       | 1,77  | 0,61    | 1,15  |      |       |      |     |         |   |    |    |  |
| 1995 | 7,78    | 45,73   | 41,16 | CDU   | 0,43  | 1,62  |         | 0,23  |      |       |      |     |         |   |    |    |  |
| 1999 | 6,75    | 43,90   | 43,47 | CDU   |       | 2,33  |         | 0,96  |      |       |      |     |         |   |    |    |  |
| 2002 | 7,46    | 52,93   | 33,86 | CDU   | 1,56  | 1,17  |         |       |      |       |      |     |         |   |    |    |  |
| 2005 | 5,45    | 38,12   | 47,00 | CDU   | 2,21  | 2,69  |         |       |      |       |      |     |         |   |    |    |  |
| 2009 | 8,63    | 40,29   | 38,52 | CDU   | 3,03  | 4,70  |         |       |      |       |      |     |         |   |    |    |  |
| 2011 | 8,66    | 48,92   | 30,92 | CDU   | 2,77  | 2,13  | 0,45    |       |      |       |      |     |         |   |    |    |  |
| 2015 | PSD.CDS | PSD.CDS | 36,58 | CDU   | 3,78  | 5,64  | 0,77    | 45,41 | 0,13 |       |      |     |         |   |    |    |  |
| 2019 | 4,92    | 37,41   | 38,10 | CDU   | 3,19  | 6,17  | 1,55    |       | 0,27 | 0,76  | 0,49 |     |         |   |    |    |  |
| 2022 | 1,78    | 38,35   | 44,26 | CDU   | 1,61  | 1,99  | 0,74    | 0,45  | 6,21 | 1,66  |      |     |         |   |    |    |  |
| 2024 | AD      | AD      | 34,32 | CDU   | 34,01 | 2,05  | 1,66    | 0,79  | 0,73 | 18,29 | 1,91 |     |         |   |    |    |  |

## Economia
No aspeto económico há que realçar a quase dependência agrícola, salientando-se as culturas da vinha, amendoeira, oliveira e ainda a figueira, laranjeira e horticultura em geral.
Em termos industriais, salienta-se apenas para a extração de xisto para esteios de vinha, na sede do município. Noutros tempos, existiam as culturas do linho, seda e sumagre, hoje desaparecidas. De tudo isto resulta um azeite finíssimo, um ótimo vinho (de mesa e do Porto), amêndoas em profusão e figos secos, que um município eminentemente agrícola são prenúncio de boa gastronomia, com acento na doçaria.

## Gastronomia
A gastronomia fozcoense é bastante apaladada e rica em pratos variados. Vegetais frescos e frutos saborosos conferem às ementas o sabor natural dos produtos.
O vinho é o requinte da mesa em dia de festa. Branco ou tinto, encorpado ou forte, como todos os maduros genuínos do Douro (Adegas Cooperativas de Foz Côa, Freixo de Numão, Vale da Teja e outras quintas vinícolas da região).
As Adegas Cooperativas do município detêm marcas de vinho engarrafado de excelente qualidade, como os das marcas Vale Sagrado, Paleolítico e Escorna Bois. O pão local de agradável sabor, de trigo ou de centeio, com que se bebe um "copo" acompanha bem o queijo, o chouriço ou as azeitonas, produtos regionais de grande qualidade.
O azeite também é característico da região e pode acompanhar cozidos suculentos salteados com couves tenras, repolhos e grelos.
O peixe do Rio Douro e seus afluentes, a carne de porco, de cabrito ou de anho e a caça como o coelho, a lebre e a perdiz são pratos muito apreciados.
A fruta é variada no fim do Verão, os pêssegos carnudos, os figos de mel, os melões deliciosos, as laranjas e as uvas. Todavia, são os frutos secos em especial a amêndoa que fornecem a matéria prima para as especialidades culinárias mais requintadas: os doces de amêndoa, as súplicas, as lampreias de ovos e ainda os "coscorões", os folares e as bolas toscas, livradas e picadas.

## Turismo

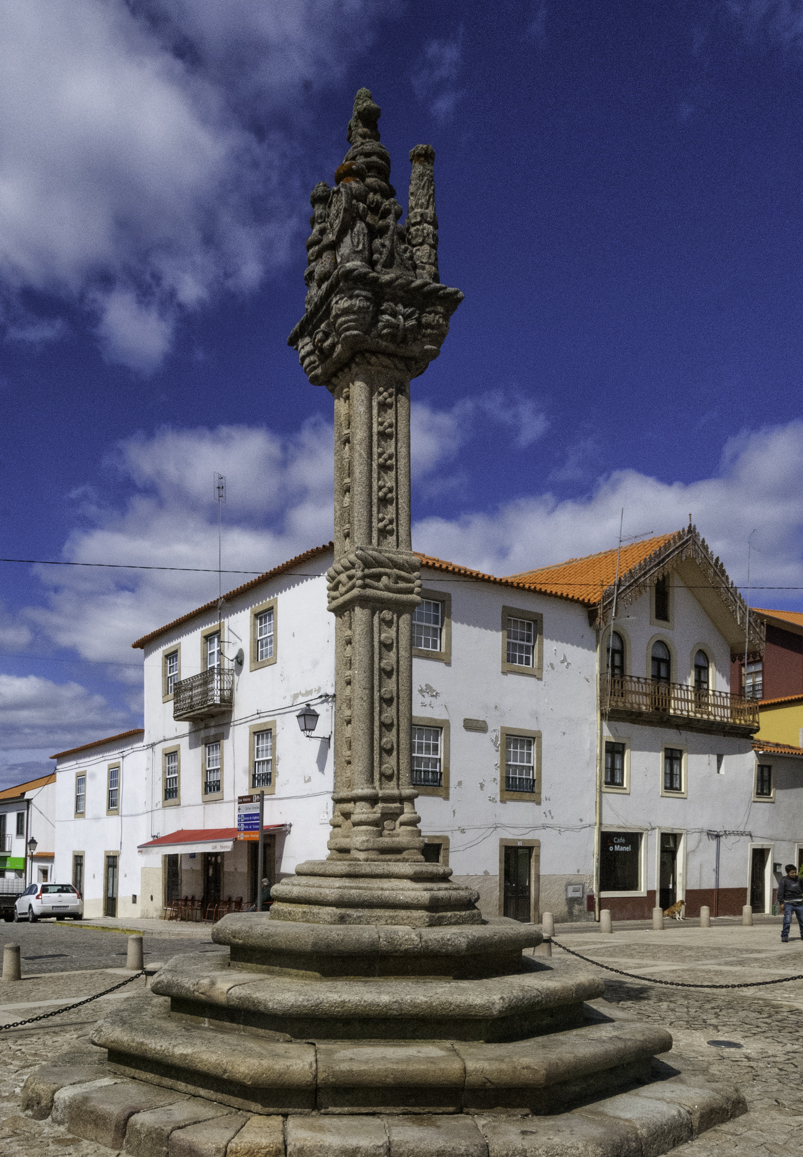
Pelourinho de Vila Nova de Foz Côa

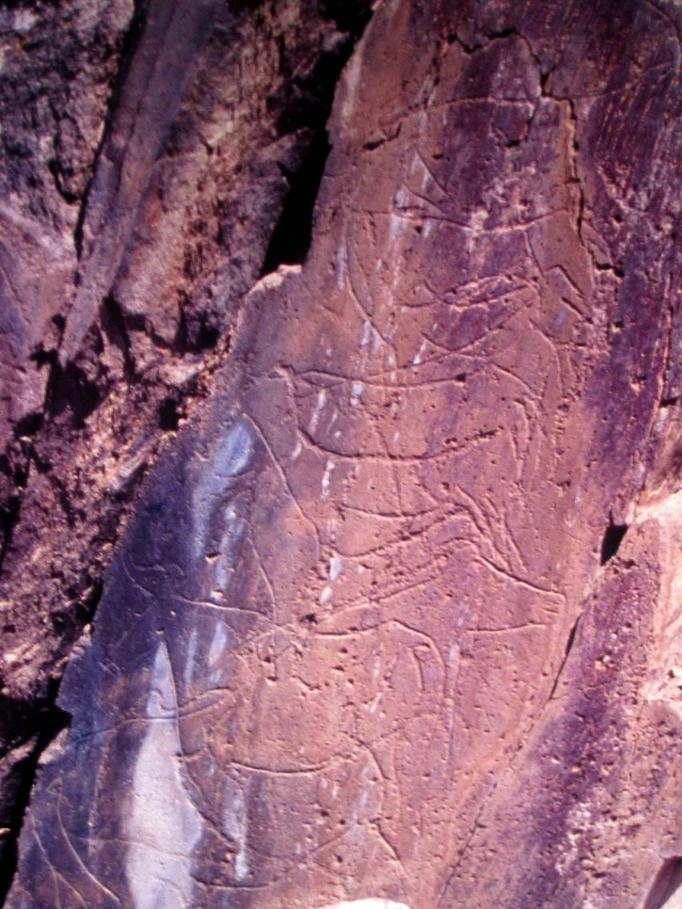
Conjunto de gravuras rupestres — Penascosa, Vila Nova de Foz Côa

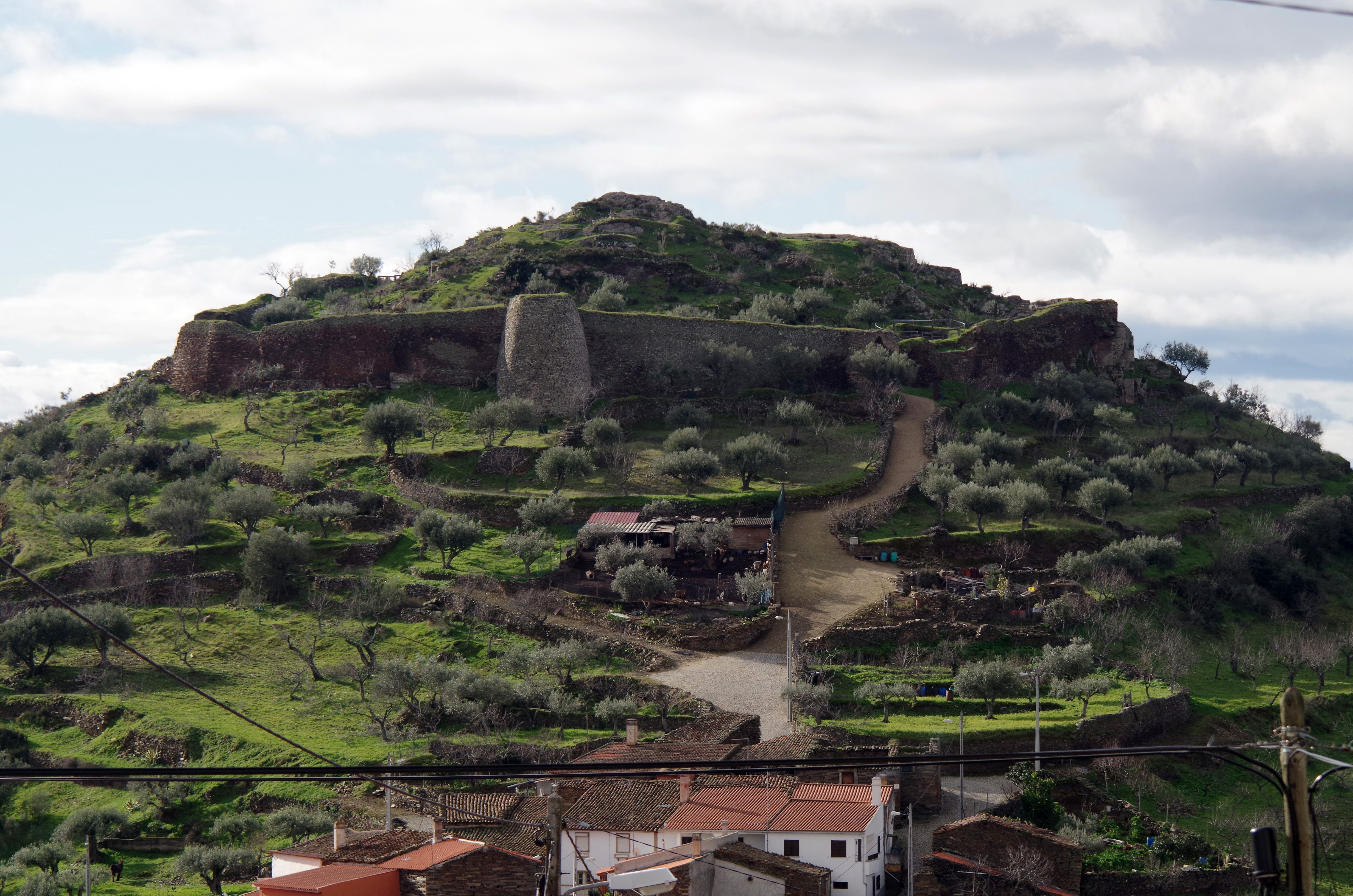
Castelo Melhor, na terra homónima

A grande potencialidade desta cidade, juntamente com as 14 freguesias, é poder proporcionar diversas ofertas turísticas.
Existem vários tipos de turismo e Foz Côa está inserida no Plano Estratégico Nacional para Turismo (PENT): 1º nível: city break, 2º nível: touring e turismo de natureza e 3º nível: turismo de negócios e gastronomia.
O Posto de Turismo de Vila Nova de Foz Côa situa-se na Av. Cidade Nova, reúne informações diversas sobre o município, tais como: locais de interesse patrimonial, paisagístico, cultural, hotelaria e restauração.

### Gravuras e Parque Arqueológico
O Parque Arqueológico do Vale do Côa é considerado como um dos mais importantes sítios de arte rupestre do mundo e é o mais importante sítio com arte rupestre paleolítica de ar livre. Aqui foram identificados cinco dezenas de núcleos de arte, ao longo dos últimos 17 km do Rio Côa, até à sua confluência com o Douro. Estes núcleos apresentam Paleogravuras de Arte rupestre datadas, na sua maioria, do Paleolítico superior (mais de 10 000 antes do presente) mas o vale guardou também exemplos de pinturas e gravuras do Neolítico e Calcolítico, gravuras da Idade do Ferro e dos séculos XVII, XVIII, XIX e XX, altura em que os moleiros, os últimos gravadores do Côa, abandonaram o fundo do vale.”

### Museu de Arte e Arqueologia do Vale do Côa
O Museu do Côa é o segundo maior museu (em área) de Portugal, a seguir ao de Arte Antiga de Lisboa.
Os temas abordados são diversos, resultando de uma dinâmica de trabalho que procura cruzar fatores exteriores, como topografia e acessibilidades, e fatores de conteúdo programático. O desafio de fundir estes fatores torna-se explicito no conceito da intervenção conceber um museu enquanto integração na paisagem.
Está bem presente no espírito que residiu à Fundação Museu do Douro a necessidade e a preocupação de preservar, valorizar e divulgar os testemunhos da cultura material e imaterial das populações que construíram a paisagem douriense. Ainda, realçar a necessidade de uma instituição museológica de âmbito regional, vocacionada para inventariação, recolha, investigação, preservação, valorização e divulgação desses testemunhos da cultura, em especial do património material e imaterial do Douro Vinhateiro.

### Ferrovia
A Linha do Douro é uma linha de caminho-de-ferro em Portugal que ligava o Porto a Barca d'Alva, numa extensão de 200 km. A linha, em grande parte do seu percurso acompanha as margens do rio Douro, contendo, a maior extensão de via-férrea ladeada de água de Portugal, superando mesmo o grande troço ribeirinho da Linha da Beira Baixa (ao longo do rio Tejo). A linha encontra-se encerrada no troço compreendido entre Pocinho e Barca d'Alva. Hoje a linha do Douro, apenas está ativa ao tráfego ferroviário no troço Porto-Pocinho.

### Cais fluvial do Pocinho
O cais fluvial do Pocinho é usado sem que se aproveite nenhum género de rendimento turístico com fins lucrativos ou outro. Como aproveitamento organizado recebe visitas de praticantes de canoagem, especialmente russos, com o de treino para competições, pois a albufeira da barragem do Pocinho permite uma ótima pista/percurso de treino intensivo.

### Embarcação "Senhora da Veiga"
O município de Vila Nova de Foz Côa organiza passeios pelo Rio Douro no barco rabelo “Senhora da Veiga”. Esta embarcação, propriedade do Município, está a ser explorada pela Empresa Municipal Fozcoainvest, Energia, Turismo e Serviços, E.M., e tem capacidade para transportar 70 pessoas.
Os passeios são efetuados ao longo do Rio Douro entre a cidade do Peso da Régua e Barca d'Alva.

### Festa da Amendoeira em Flor e dos Patrimónios
Com a Natureza em festa, todo o município se movimenta na famosa Quinzena das Amendoeiras em Flor, sobretudo nos três fins-de-semana que a integram. Costuma ser muito movimentada a Feira Franca (no 1º Domingo de Março) e regista inusitada animação o Cortejo Alegórico, que inclui habitualmente cerca de 50 carros, percorrendo, sob a animação de fanfarras e bandas musicais, as principais artérias da cidade.

### Património histórico edificado
O património edificado de Vila Nova de Foz Côa é também um motivo importante de visita turística. O município possui aldeias históricas que em tempos já foram sede de município, tais como, Freixo de Numão, Almendra e Castelo Melhor, dada a sua importância fronteiriça na defesa do território. No município contam-se, para além das aldeias, todas elas antigas e tradicionais, inúmeros palácios, solares, pelourinhos, tudo testemunhos de uma história que “passou por ali” que “por ali se fez”, ao longo dos nove séculos da nacionalidade.

### Sítios de Arte Rupestre do Vale do Côa
Os sítios de arte rupestre do Vale do Côa situam-se ao longo das margens do rio Côa, sobretudo no município de Vila Nova de Foz Côa. Formam uma rara concentração de arte rupestre composta por gravuras em pedra datadas do Paleolítico Superior, constituindo o mais antigo registo de atividade humana de gravação existente no mundo.
Vila Nova de Foz Côa é conhecida pelo complexo de gravuras rupestres ao ar livre no vale do Rio Côa, um dos maiores centros arqueológicos de arte rupestre da Europa.

## Personalidades ilustres
- Francisco António de Campos
- Francisco José Viegas
- Dina Aguiar
- Manuel António de Almeida, 1.º Conde de Pinhel
- Artur Saraiva de Castilho